# Rotrücken-Sensenschnabel
Der Rotrücken-Sensenschnabel (Campylorhamphus trochilirostris, auch Rotsensenschnabel oder Sichelbaumhacker) ist ein südamerikanischer Sperlingsvogel aus der Familie der Baumsteiger.

## Merkmale
Der 28 cm lange Rotrücken-Sensenschnabel ist ein schlanker Vogel mit einem sehr langen, sichelartig gebogenen Schnabel, der ein Viertel der Gesamtlänge ausmacht. Die starken Krallen und der steife Schwanz befähigen die Art zum Klettern an Baumstämmen. Das rotbraune Gefieder ist an Kopf, Nacken und Unterseite mit hellerem Braun durchsetzt.

## Vorkommen
Der Rotrücken-Sensenschnabel kommt im gesamten Tiefland Südamerikas von Panama bis Nord-Argentinien und Paraguay vor. Er lebt in Regenwäldern oder sumpfigen, von offener Landschaft umgebenen Waldflächen.

## Verhalten
Der Rotrücken-Sensenschnabel ist ein geselliger Vogel, der mit anderen insektenfressenden Vögeln in gemischten Trupps auftritt. Er klettert Baumstämme oder größere Äste hoch und sucht unter Rinde, in Ritzen und in Bromelienblüten nach Insekten.

## Fortpflanzung
In einem kugelförmigen, mit Pflanzenmaterial gepolsterten Nest, das in Baumstümpfen oder Baumhöhlen gebaut wird, werden zwei Eier rund zwei Wochen lang bebrütet.

## Unterarten
Bisher sind zwölf Unterarten bekannt:
- Campylorhamphus trochilirostris brevipennis Griscom, 1932[2] − Diese Unterart kommt im Osten Panamas und dem Nordwesten Kolumbiens vor.
- Campylorhamphus trochilirostris. venezuelensis (Chapman, 1889)[3] − Diese Unterart ist im Norden Kolumbiens und dem nördlichen und zentralen Venezuela verbreitet.
- Campylorhamphus trochilirostris thoracicus (Sclater, PL, 1860)[4] − Diese Unterart kommt im Südwesten Kolumbiens und dem Westen Ecuadors vor.
- Campylorhamphus trochilirostris zarumillanus Stolzmann, 1926[5] − Diese Subspezies ist im Nordwesten Perus verbreitet.
- Campylorhamphus trochilirostris napensis Chapman, 1925[6] − Diese Subspezies kommt im Osten Ecuadors und im Osten Perus vor.
- Campylorhamphus trochilirostris notabilis Zimmer, JT, 1934[7] − Das Verbreitungsgebiet dieser Unterart umfasst den Westen Brasiliens und südlich des Amazonas.
- Campylorhamphus trochilirostris snethlageae Zimmer, JT, 1934[8] − Dies Subspezies kommt in Zentralbrasilien vor.
- Campylorhamphus trochilirostris major Ridgway, 1911[9] − Diese Unterart ist im inneren nordöstlichen, östlichen und südöstlichen Brasilien verbreitet.
- Campylorhamphus trochilirostris trochilirostris (Lichtenstein, MHK, 1820)[10] − Die Nominatform ist in den Küstengebieten im Nordosten Brasiliens verbreitet.
- Campylorhamphus trochilirostris devius Zimmer, JT, 1934[11] − Diese Unterart kommt im westlichen und zentralen Bolivien vor.
- Campylorhamphus trochilirostris lafresnayanus (d’Orbigny, 1846)[12] − Diese Subspezies ist im östlichen Bolivien, dem südwestlichen Brasilien und dem westlichen Paraguay verbreitet.
- Campylorhamphus trochilirostris hellmayri Laubmann, 1930[13] − Das Verbreitungsgebiet dieser Subspezies ist das südwestliche Paraguay und das nördliche Argentinien.

## Etymologie und Forschungsgeschichte
Die Erstbeschreibung des Rotrücken-Sensenschnabels erfolgte 1820 durch Martin Hinrich Carl Lichtenstein unter dem wissenschaftlichen Namen Dendrocolaptes trochilirostris. Das Typusexemplar hatte er aus Brasilien erhalten. 1901 führte Arnaldo de Winkelried Bertoni die für die Wissenschaft neue Gattung Campylorhamphus für den Dunkelkappen-Sensenschnabel (Campylorhamphus falcularius Vieillot, 1822) (Syn. Campylorhamphus longirostris Berton, W, 1901) ein. Der Begriff leitet sich von καμπυλος, καμπτω campylos, camptō für -gebogen, sich beugen und ῥαμφος rhamphos für Schnabel ab. Der Artname trochilirostris ist ein Wortgebilde aus lateinisch trochilus ‚Halbkreis‘ und lateinisch -rostris, rostrum ‚-schnäblig, Schnabel‘. Lafresnayanus ist Frédéric de Lafresnaye gewidmet, snethlageae Maria Emilie Snethlage und hellmayri Carl Eduard Hellmayr. Venezuelensis bezieht sich auf Venezuela, napensis auf die Provinz Napo, und zarumillanus auf die Provinz Zarumilla. Brevipennis setzt sich aus lateinisch brevis ‚kurz‘ und lateinisch -pennis, penna ‚-flüglig, Feder‘, devius aus lateinisch de ‚weg von‘ und lateinisch via ‚Straße‘. Schließlich haben die Worte thoracicus ihren Ursprung in θωρακικος, θωραξ, θωρακος thōrakikos, thōrax, thōrakos bzw. lateinisch thoracicus ‚Brust‘, notabilis in lateinisch notabilis, notare, nota ‚bemerkenswert, markieren, Markierung‘ und major in lateinisch maior, maioris, magnus ‚größer, groß‘. Alfred Laubmann kommt in seinem Werk Die Vögel von Paraguay noch zu dem Schluss, dass C. t. lafresnayanus die einzige Unterart für Paraguay ist, die auch nur im Gran Chaco vorkommt.

## Einzelbelege
1. ↑  IOC World Bird List Ovenbirds & woodcreepers
2. ↑  Ludlow Griscom (1932), S. 348.
3. 1 2  Frank Michler Chapman (1889), S. 154 & 156.
4. ↑  Philip Lutley Sclater (1860), S. 277
5. 1 2  Jan Sztolcman (1926), S. 222.
6. 1 2  Frank Michler Chapman (1925), S. 4.
7. ↑  John Todd Zimmer (1934), S. 8.
8. 1 2  John Todd Zimmer (1934), S. 6.
9. ↑  Robert Ridgway (1911), S. 269.
10. 1 2  Martin Hinrich Lichtenstein (1820), S. 207.
11. ↑  John Todd Zimmer (1934), S. 5.
12. 1 2  Alcide Dessalines d’Orbigny u. a. (1846), S. 368, Tafel 53 Figur 2.
13. 1 2  Alfred Louis Laubmann (1930), S. 198.
14. ↑  Arnaldo de Winkelried Bertoni (1901), S. 70
15. ↑  Campylorhamphus The Key to Scientific Names Edited by James A. Jobling
16. ↑  trochilirostris The Key to Scientific Names Edited by James A. Jobling
17. ↑  brevipennis The Key to Scientific Names Edited by James A. Jobling
18. ↑  devius The Key to Scientific Names Edited by James A. Jobling
19. ↑  thoracicus The Key to Scientific Names Edited by James A. Jobling
20. ↑  notabilis The Key to Scientific Names Edited by James A. Jobling
21. ↑  major The Key to Scientific Names Edited by James A. Jobling
22. ↑  Alfred Laubmann (1940), S. 60–61